# Gare de Tinguilinta
La gare de Tinguilinta est une gare ferroviaire guinéenne située dans la ville de Tinguilinta dans la préfecture de Boké. Elle est gérée par la Compagnie des bauxites de Guinée.

## Situation ferroviaire
La gare de Tinguilinta est située près de la route nationale Boké Sangarédi.

## Histoire
La gare a été inaugurée en 1973.

## Services aux voyageurs

### Accès et accueil
La gare dispose d'une cour et salle d'attente pour les voyageurs, avec guichet, ouvert tous les lundis, jeudis et samedis avant d'être interrompue en 2018 pour cause de la surcharge des trafics sur le chemin de fer.

### Desserte
Le train qui quitte la ville de Kamsar en direction de sangarédi, il fait un arrêt à la gare de Tinguilinta à l'aller vers 13h et en retournant le soir vers 15h.